# Miroslav Haraus
Miroslav Haraus (1 de agosto de 1986) es un deportista eslovaco que compitió en esquí alpino adaptado. Ganó siete medallas en los Juegos Paralímpicos de Invierno entre los años 2010 y 2022.

## Palmarés internacional
| Juegos Paralímpicos | Juegos Paralímpicos         | Juegos Paralímpicos | Juegos Paralímpicos            |
| Año                 | Lugar                       | Medalla             | Prueba                         |
| ------------------- | --------------------------- | ------------------- | ------------------------------ |
| 2010                | Vancouver (Canadá)          | Medalla de bronce   | Supergigante (disc. visual)    |
| 2010                | Vancouver (Canadá)          | Medalla de bronce   | Supercombinada (disc. visual)  |
| 2014                | Sochi (Rusia)               | Medalla de plata    | Descenso (disc. visual)        |
| 2018                | Pyeongchang (Corea del Sur) | Medalla de oro      | Supercombinada (disc. visual)  |
| 2018                | Pyeongchang (Corea del Sur) | Medalla de bronce   | Supergigante (disc. visual)    |
| 2022                | Pekín (China)               | Medalla de bronce   | Eslalon (disc. visual)         |
| 2022                | Pekín (China)               | Medalla de bronce   | Eslalon gigante (disc. visual) |